# كوري شيل
كوري شيل (بالإنجليزية: Corey Schell)‏ هو نبال أمريكي، ولد في 15 يوليو 1983 في وينونا في الولايات المتحدة.